# Domícia Paulina

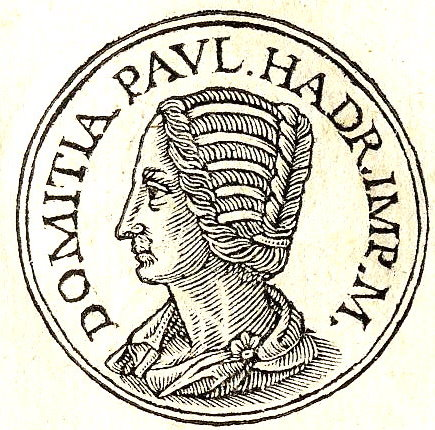
Paulina Maior no Promptuarii Iconum Insigniorum.

Domícia Paulina (em latim: Domitia Paulina; m. c. 85/86), também chamada de Paulina Maior ou Paulina, a Velha, foi uma nobre romana, de status senatorial, do século I d.C. que vivia na província da Hispânia. Ela nasceu na cidade de Gades (atual Cádiz, na Espanha), uma das mais prósperas da região.
Pouco se sabe sobre a vida de Paulina, exceto que ela se casou com Públio Élio Adriano Afer, um pretor que era primo pelo lado paterno do imperador Trajano. O casal teve dois filhos: uma menina chamada Élia Domícia Paulina (75-130) e um garoto, Públio Élio Adriano (76-138), o futuro imperador Adriano. Por volta de 85 ou 86, Paulina faleceu de causas desconhecidas, antes do marido. Depois que ele morreu, as crianças foram criadas por Trajano e pelo oficial romano Públio Acílio Aciano.